# Nela Aragón
Marianela Aragón Fernández-Cuervo (España, Madrid, 1982), más conocida como Nela Aragón, es una actriz y psicóloga española.

## Biografía
Marianela Aragón Fernández-Cuervo nació en España, Madrid, en 1982. Es hija del payaso Fofito y de Marianela Fernández-Cuervo y la menor de dos hermanas: Mónica Aragón que es actriz y Mayte Aragón.Es miembro de la Familia Aragón, una famosa familia de payasos y artistas circenses española, cuyos orígenes se remontan al siglo XIX
Debuta como actriz a la edad de los 13 años en una serie protagonizada por Lina Morgan, Una de dos. Y así va pasando por series de tanta audiencia como Hospital Central, Ana y los 7, p Paraíso. En 2002 consigue un personaje fijo en la serie de televisión Al salir de clase, como Camino Ruiz. En el mundo del cine aparece como actriz secundaria en las películas Pasos de baile y La buena estrella.
También se licenció en Psicología Clínica por la Universidad Complutense de Madrid. Actualmente es su principal ocupación.

## Filmografía

### Televisión
| Año       | Título            | Papel       | Notas                           |
| --------- | ----------------- | ----------- | ------------------------------- |
| 2004      | Manolito Gafotas  | ?           | Episodio:"Yihad for President"  |
| 2002      | Al salir de clase | Camino Ruiz | Papel recurrente, 90 episodios  |
| 2002      | A tu lado         | Ella misma  |                                 |
| 2000      | Hospital Central  | Natalia     | Episodio: "Reencuentros"        |
| 2000-2003 | Paraíso           | Patricia    | 4 episodios                     |
| 2000-2003 | El comisario      | Miriam      | 3 episodios                     |
| 1998      | Una de dos        | Miriam      | Episodio: "Un viaje inesperado" |